# 類囊體

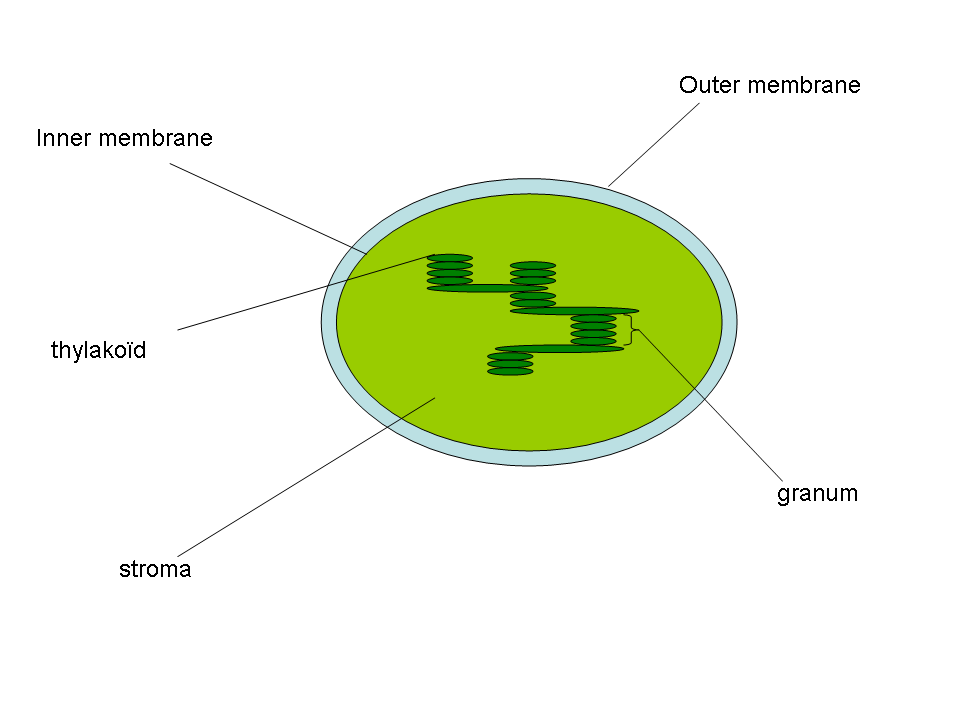
葉綠體中的類囊體。

類囊體是葉綠體或藍綠藻中的一种单层膜囊状结构，是光合作用中光反應進行的场所。类囊体的存在增大了叶绿体的膜面积，从而增大了受光面积。类囊体（Thylakoid）一词源於希臘文“thylakos”，意为「囊」。類囊體常堆疊起來形成基粒，而基粒由基质片层相互連接着。根据类囊体膜之间是否垛叠可分为基粒类囊体与基质类囊体。

## 结构

類囊體的结构。

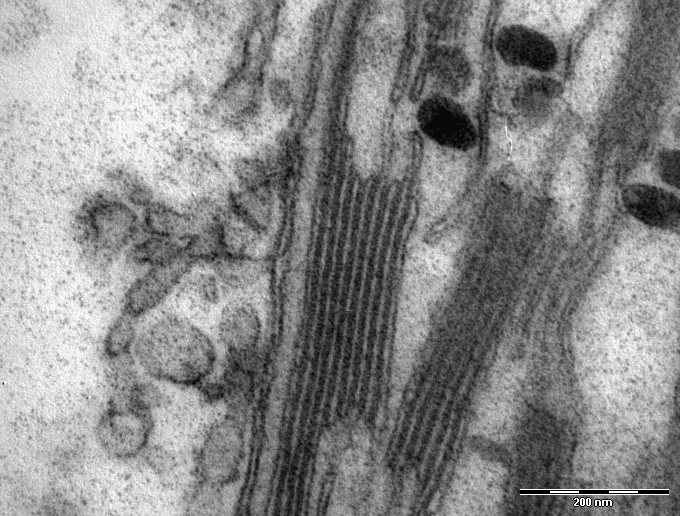
透射电子显微(TEM)下基粒的圖像

类囊体是嵌入叶绿体基质中的膜结合结构。它有一個硬幣形的結構，使得看在基粒中的一疊類囊體的时候，它的外觀非常類似於一堆硬幣。類囊體膜上是光合作用與直接在膜嵌入的光合色素的光反應的部位。它是深色和淺色條帶的交替格局，每個條帶是1奈米。

## 基質
進行固碳反應的地方

## 類囊體膜
叶绿体的类囊体膜上存在催化ATP合成的酶，包含類胡蘿蔔素、葉綠素等。